# Xuân Sinh
Xuân Sinh là một xã thuộc huyện Thọ Xuân, tỉnh Thanh Hóa, Việt Nam.

## Địa lý
Xã Xuân Sinh nằm ở phía đông huyện Thọ Xuân, có vị trí địa lý:
- Phía đông giáp các xã Nam Giang, Tây Hồ và Thọ Lộc
- Phía tây giáp thị trấn Sao Vàng và xã Xuân Hưng
- Phía nam giáp huyện Triệu Sơn
- Phía bắc giáp xã Xuân Giang.

Xã Xuân Sinh có diện tích 17,37 km², dân số năm 2018 là 10.632 người, mật độ dân số đạt 612 người/km².

## Hành chính
Xã Xuân Sinh được chia thành 13 thôn: 1, 2, 3, 4, 5, 6, 7, 15, Bích Phương, Bột Thượng, Hoàng Kim, Ngọc Lạp, Yên Cư.

## Lịch sử
Sau Cách mạng Tháng Tám năm 1945, địa bàn xã Xuân Sinh hiện nay là một phần xã Xuân Đài thuộc huyện Thọ Xuân. Năm 1954, xã Xuân Đài chia thành 3 xã: Xuân Giang, Xuân Quang và Xuân Sơn.
Đến năm 2018, xã Xuân Sơn có diện tích 13,56 km², dân số là 7.075 người, mật độ dân số đạt 522 người/km², gồm 10 thôn: Ngọc Lạp, Bích Phương, Hoàng Kim, Yên Cư, Bột Thượng, Đồng Thanh, Đồng Đình, Thành Sơn, thôn 13 và thôn 15. Xã Xuân Quang có diện tích 3,81 km², dân số là 3.557 người, mật độ dân số đạt 934 người/km².
Ngày 16 tháng 10 năm 2019, Ủy ban Thường vụ Quốc hội ban hành Nghị quyết số 786/NQ-UBTVQH14 về việc sắp xếp các đơn vị hành chính cấp xã thuộc tỉnh Thanh Hóa (nghị quyết có hiệu lực từ ngày 1 tháng 12 năm 2019). Theo đó, sáp nhập toàn bộ diện tích và dân số của hai xã Xuân Sơn và Xuân Quang thành xã Xuân Sinh.
Xã này nằm bên tuyến kênh Nhà Lê, là tuyến đường thủy đầu tiên trong lịch sử Việt Nam từ kinh đô Hoa Lư đến Đèo Ngang và được xem là tuyến đường Hồ Chí Minh trên sông vì những đóng góp cho các cuộc chiến tranh của người Việt.